# JR四国8000系電車
8000系電車（8000けいでんしゃ）は、四国旅客鉄道（JR四国）の直流特急形電車。

## 概要
建設が進められていた高速道路網への対抗策かつ予讃線高松駅 - 松山駅 - 伊予市駅間の電化開業用として、2000系気動車をベースに開発されたJR四国初の特急電車である。車両の製造は日立製作所・日本車輌製造が担当した。
1992年（平成4年）3月に試作車（8001+8101+8201）が登場し、同年9月19日に臨時列車として岡山駅 - 新居浜駅間特急「しおかぜ」・高松駅 - 新居浜駅間特急「いしづち」として営業運転を開始した。
翌1993年（平成5年）3月18日改正で新居浜駅 - 伊予北条駅間の電化に合わせて量産車が登場し、「しおかぜ」8往復中の6往復（残り2往復は2000系気動車で運転）と「いしづち」の全列車を置き換えた。これにより、従来運用されていた気動車キハ181系やキハ185系と比べ、所要時間が20分程度短縮された。
量産車の営業運転開始前の1993年（平成5年）3月14日には、デビュー開始前のL2編成を含む8両が大阪駅3番線に展示された。

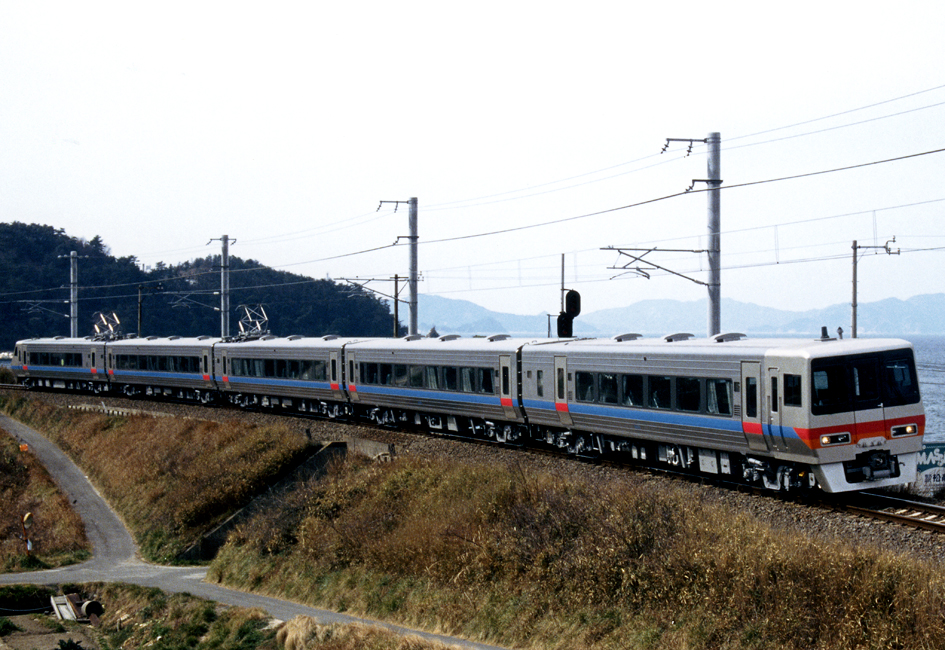
8000系L編成 （1992年 大浦駅付近）
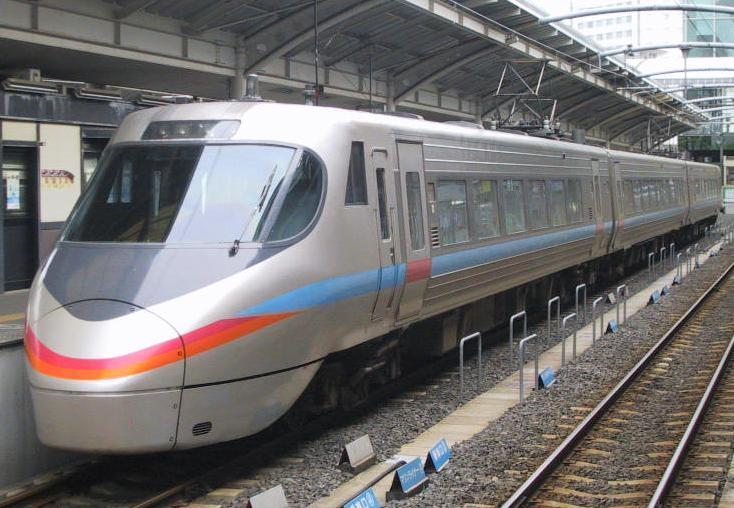
8000系S編成 （2006年6月10日 高松駅）

## 構造
本項では、登場時の仕様について述べる。

### 車体
オールステンレス構造で、車体側窓下には水色、客用扉部分には赤色のラインが配され、正面窓下に赤とオレンジのラインが配された。全車両ともデッキは車端部に2箇所設置され、客用扉はプラグドアである。なお、速度が5 km/hを超えると客用扉を開放した状態で動き出しても自動的にドアが閉まるようになっている。
8000形・8500形が流線型先頭車、8400形・8200形が連結運転に対応した貫通型先頭車である。8000形の試作車には格納式の連結器カバーが装備されていたが、量産車では通常のボルト止めに変更された。また、流線型先頭車の前面窓は量産車では小さくなったため、試作車と表情が若干異なっている。

### 車内
座席の前後間隔はグリーン車は1,170 mm、普通車は980 mmとしている。車内の仕切扉の機構は電気式で、連結器は密着連結器+電気連結器、自動放送装置は音声合成式で、LED式車内案内表示装置も備えるなど、これらは2000系を踏襲したものである。
トイレと洗面所は、8000形・8150形・8400形・8200形・8500形に設置されており、8400形のみ車椅子対応座席が設置されている関係で、小便所もあり洋式トイレとなった。8000形・8500形には車内販売準備スペースとテレホンカード専用公衆電話が設置されたが、車内販売の廃止と携帯電話の普及でいずれも撤去され、清涼飲料水の自動販売機が元車販準備スペースに設置された。

### 機器類
主回路にはVVVFインバータ制御（GTO素子）が採用されている。試作車は電動車（M）2両の8個のモーターを一括制御する方式（1C8M）だが、量産車はM車を少なくしてモーターの出力を上げ、各モーターを個別制御する方式（1C1M）に変更された。
JR四国では2000系気動車に続き制御付自然振り子装置が採用された。振り子機構は、試作車では2000系より更に曲線での速度向上を狙いベアリングガイド式が採用されたが、量産車では2000系で実績のあるコロ式に変更された。振り子作動時の車体最大傾斜角は2000系気動車と同じ5 度で、曲線半径600 m以上では本則+30 km/h、曲線半径800 mで130 km/h運転を可能とした。なおS編成は中間車8300形を外して2両での運転も可能だがその場合、130 km/hで非常ブレーキをかけた場合600 m以内に止まらないため最高速度は120 km/hに抑えられる。
車体の傾斜によってパンタグラフが架線から離線するのを防ぐため、車体側部を通して台車とパンタグラフ台座の間をワイヤーで結び、常にパンタグラフが真上を向く架線追従装置が装備されている。このワイヤーは当初ビニール被膜付だったが、この被膜にワイヤーが引っかかって架線追従装置が機能しなくなるトラブルがあったため、被膜の無い物に交換された。そのパンタグラフは電動車の8150形・8200形に加え制御車の8000形・8500形にも備えられている。なお、宇野線・本四備讃線では振り子を使用しない。
空調装置は2000系気動車では熱交換器が屋根上に搭載されていたが、車両の低重心化を図るために床下搭載とされた。屋根上にはガーランド形ベンチレーター（通風器）に似たカバーが付いている換気装置が8000形と試作車の8101・8201は2箇所、それ以外は3箇所設置されている。
試作車は設計最高速度を160 km/hとし、また160 km/hから制動距離600 m以内で停止させるブレーキとして当時鉄道総研とJR東日本が共同開発していた吸着式渦電流レールブレーキを装備して湖西線や予讃線での高速走行実験が実施され、150 km/hからは600 m以内で急停止できることが確認された。しかし、結局150 km/hでの営業運転は行われず、量産車ではレールブレーキは採用されなかった。試作車のレールブレーキも量産車の営業運転開始までに撤去された。予讃線での高速走行実験では、160 km/hを達成したとされ、8001の運転室側面に「SPEED RECORD 160 km/h」のステッカーがしばらくの間貼付されていた。なお、正確には 158.9 km/h とされている。

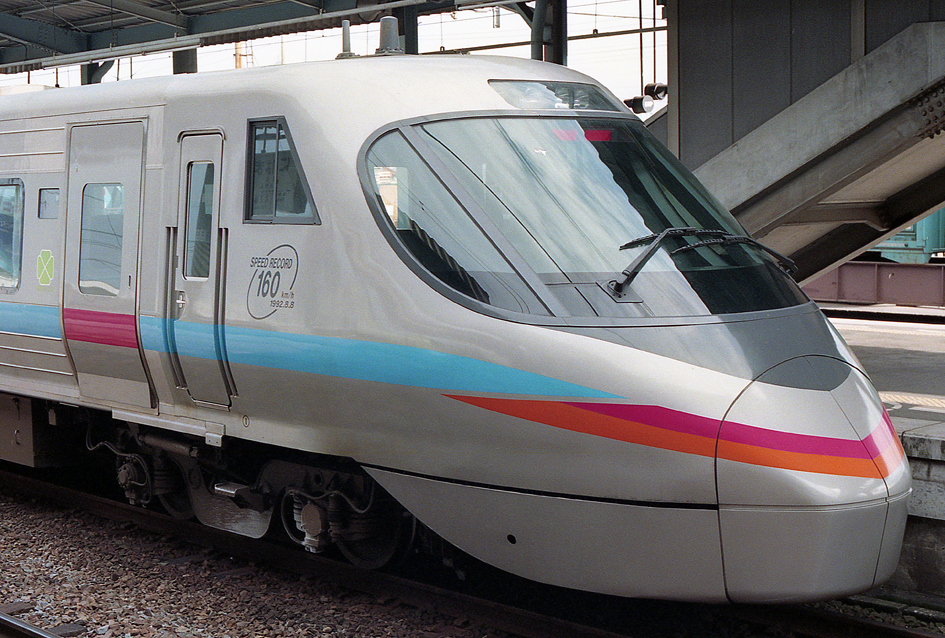
「SPEED RECORD 160km/h」のステッカー （1992年 新居浜駅）
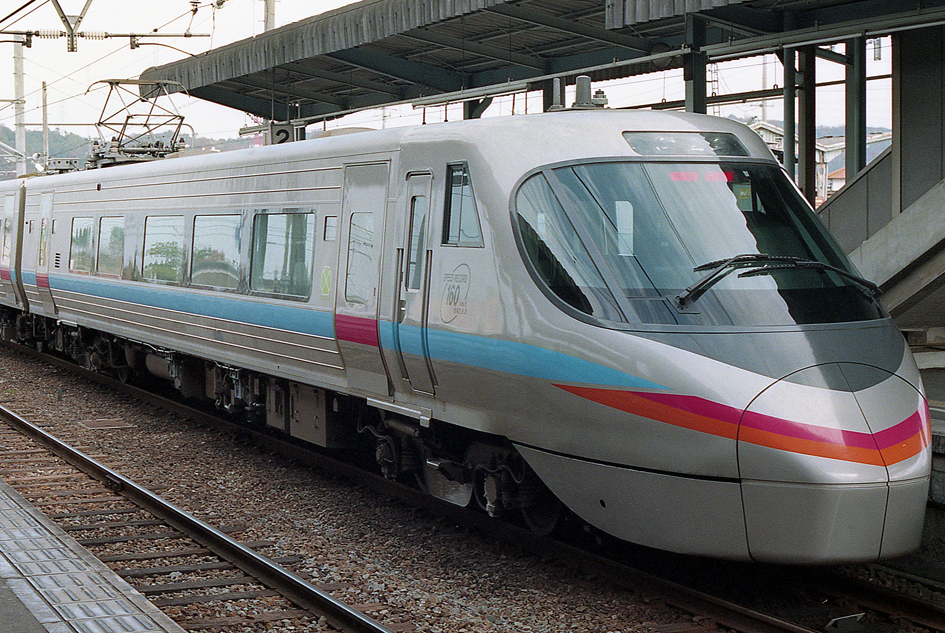
8000系試作車 8001
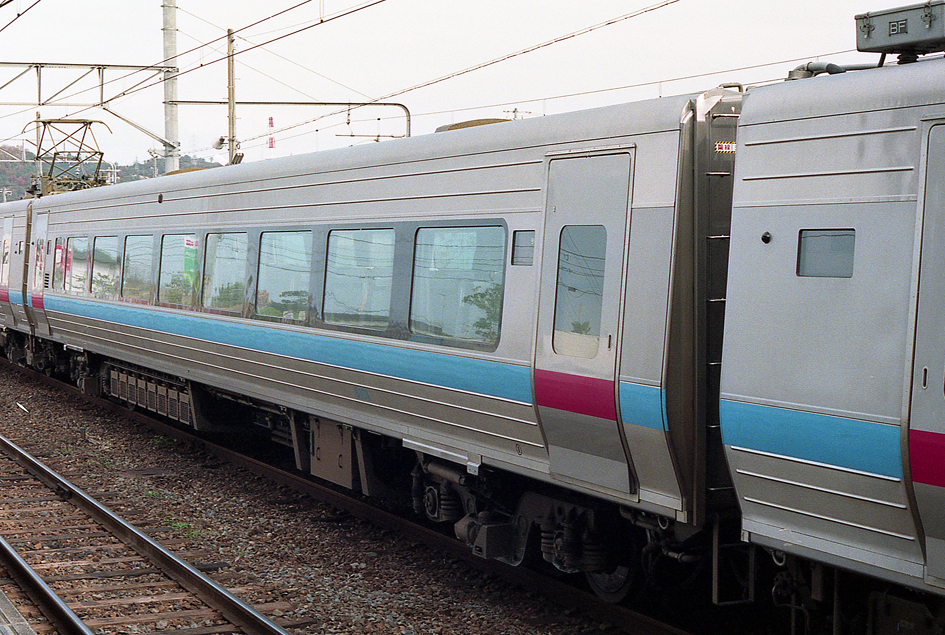
8000系試作車 8101
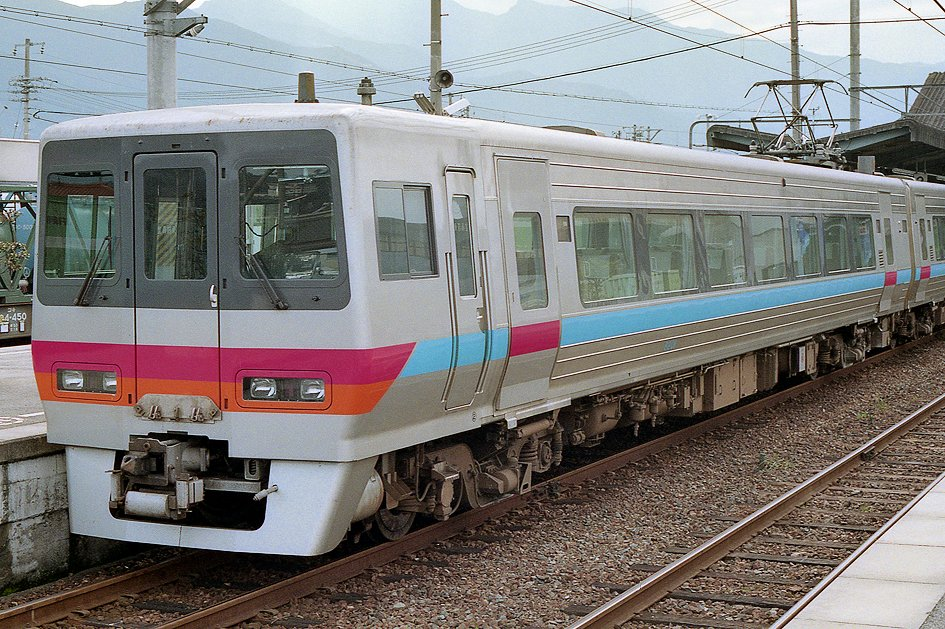
8000系試作車 8201

## 編成
| 編成番号 | ← 岡山・高松松山 → | ← 岡山・高松松山 → | ← 岡山・高松松山 → |
| -------- | ------------------ | ------------------ | ------------------ |
| S1       | 8500形 （Tc1）     | 8100形 （M）       | ◇ 8200形 （Mc）    |
| S2 - S6  | 8500形 （Tc1）     | 8300形 （T）       | ◇ 8200形 （Mc）    |
| 座席     | 指定席             | 自由席             | 自由席             |

| 編成番号 | ← 岡山・高松松山 → | ← 岡山・高松松山 → | ← 岡山・高松松山 → | ← 岡山・高松松山 → | ← 岡山・高松松山 → | ← 岡山・高松松山 → |
| -------- | ------------------ | ------------------ | ------------------ | ------------------ | ------------------ | ------------------ |
| L1 - L6  | 8400形 （Tc2）     | 8300形 （T）       | ◇ 8150形 （M1）    | 8100形 （M2）      | ◇ 8000形 （Thsc）  | ◇ 8000形 （Thsc）  |
| 座席     | 自由席             | 自由席             | 指定席             | 指定席             | 指定席             | グリーン車         |

1. 1 2  2010年（平成22年）まで集電装置を搭載。
2. ↑  2両編成で運転のときは半室自由席。
3. 1 2  輸送状況によっては連結しない場合がある。
4. 1 2  一部列車は自由席。
5. ↑  4両編成で運転のときは半室自由席。

## 改造

### 試作車の編成替え
試作車のうち、8001はL1編成に組み込まれ、8101+8201は編成を逆にして、S1編成（8201+8101+8501）となった。

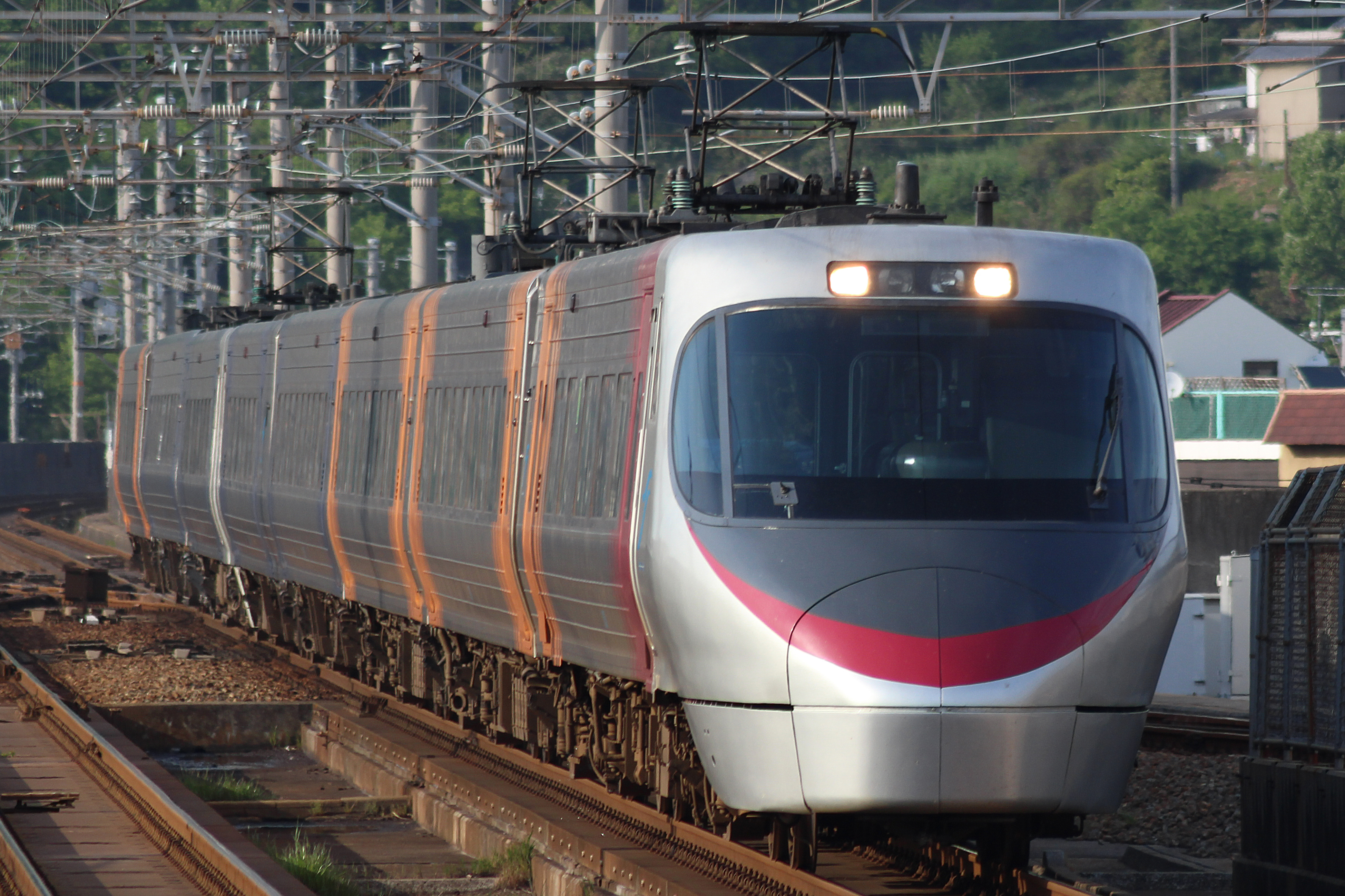
L1編成に組み込まれた試作車の8001 （2014年5月7日 児島駅）

### リニューアル（1回目）
2004年（平成16年）から、内外装の大幅なリニューアル工事が開始された。充当列車には大型時刻表などに「リニューアル車両で運転」と記載されていたが、交通新聞社発行の『JR時刻表』では、5両編成のものしか表示がなかった。2006年（平成18年）11月に全車両のリニューアル工事が完了し、時刻表などの「リニューアル車両で運転」の記載もなくなっている。
リニューアルの対象となったのは、グリーン車・普通車指定席のみで、座席が「S-Seat」と呼ばれる難燃木材製座席に交換された。また、普通車指定席の車端席には、パソコンテーブルとコンセントが設置された（グリーン車には設置されていない）。さらに、全車両禁煙化により喫煙室がL編成、S編成に1箇所ずつ設置された（2011年（平成23年）3月廃止。現在ではフリースペースとなっている）。そのうえで、8000形（1号車）・8500形（8号車）のトイレが洋式化されている（8400形（5号車）のトイレ（車椅子対応）は、当初から洋式である）。なお、リニューアルに際しては、背面テーブルやアームレストなどの一部部品を共通化させ、コスト削減を図っている。
外観も大幅に変更され、ドア周りを普通車指定席はオレンジ、グリーン車は赤のグラデーションのシールとした。内装は従来のままで据え置かれた普通車自由席も、ドア周りに紺のグラデーションのシール貼りを施し、外から視覚的に座席種別が分かりやすいように手が加えられた。このリニューアル工事を施工した編成は、2005年（平成17年）度の財団法人日本産業デザイン振興会グッドデザイン賞を受賞した。
このリニューアル編成は2004年（平成16年）12月18日に大阪駅で展示会を開催するため、臨時団体専用列車として山陽本線・東海道本線を経由して京都駅まで入線したことがある。（なお、この臨時団体専用列車の回送列車として、草津駅まで入線している。）
このときに取り外された座席の一部は、2006年（平成18年）の「むろと」増発に伴い、普通列車仕様に改造されていたキハ185系3000番台2両を原仕様に戻す際に転用された。

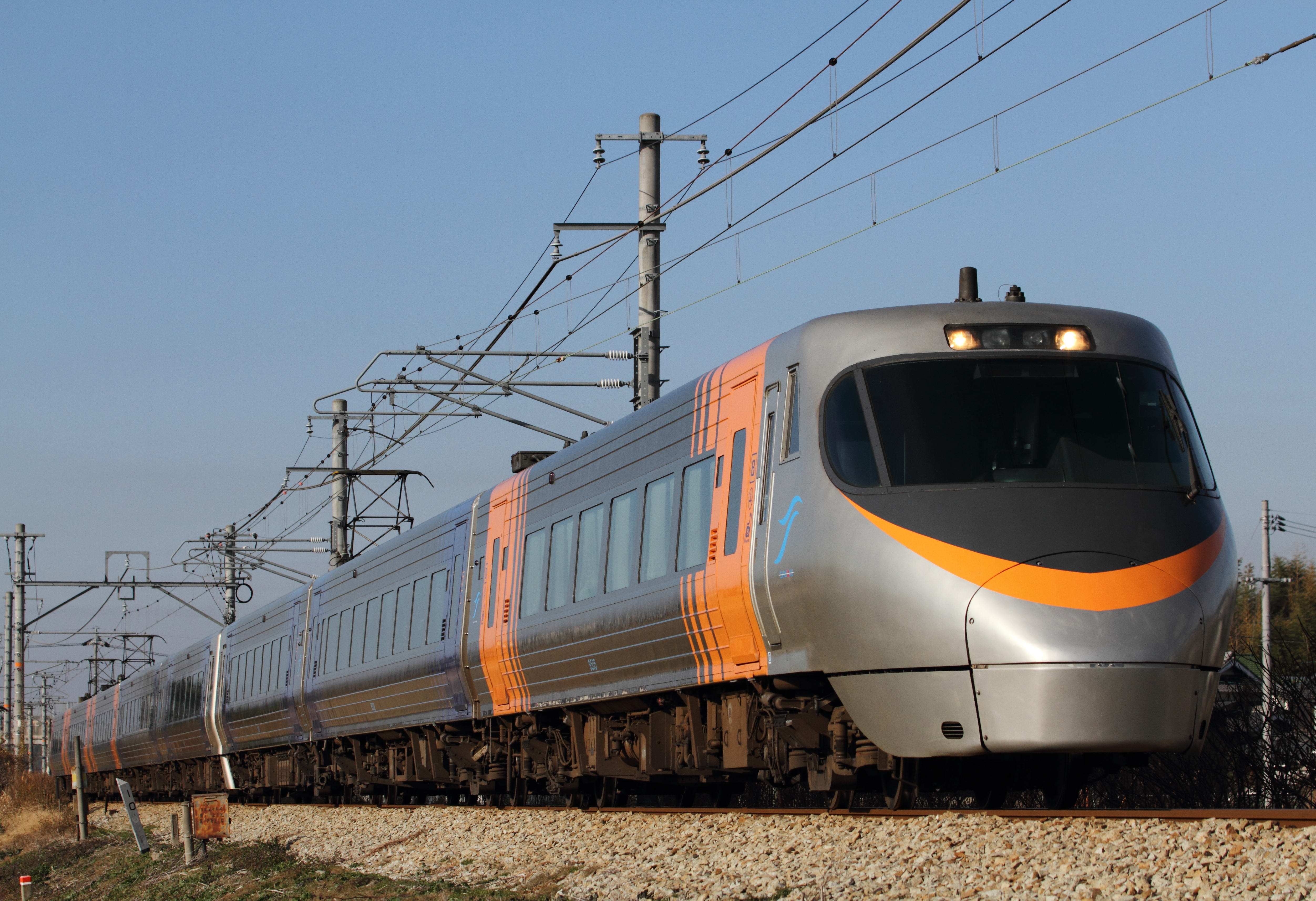
8000系リニューアル車
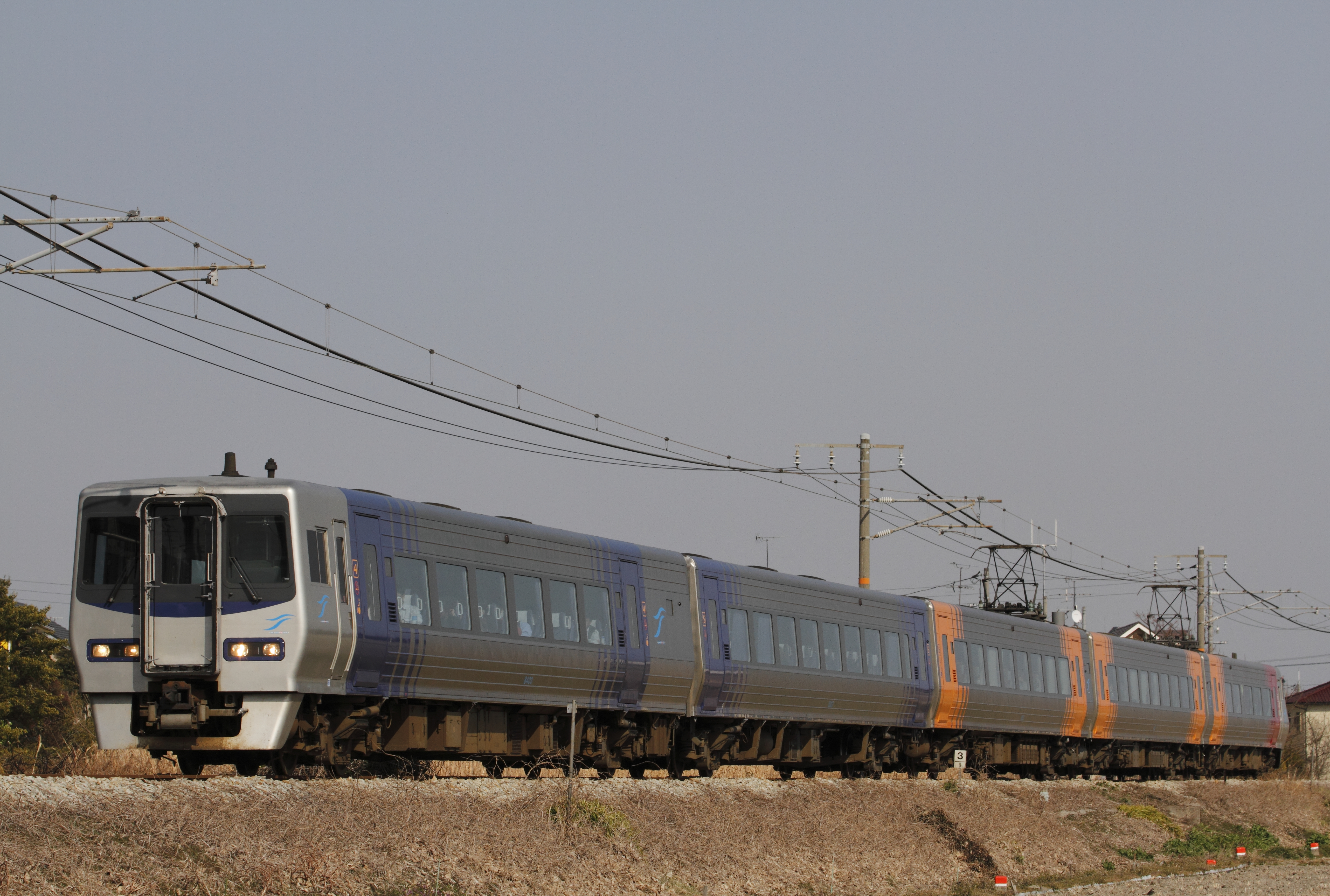
8000系リニューアル車
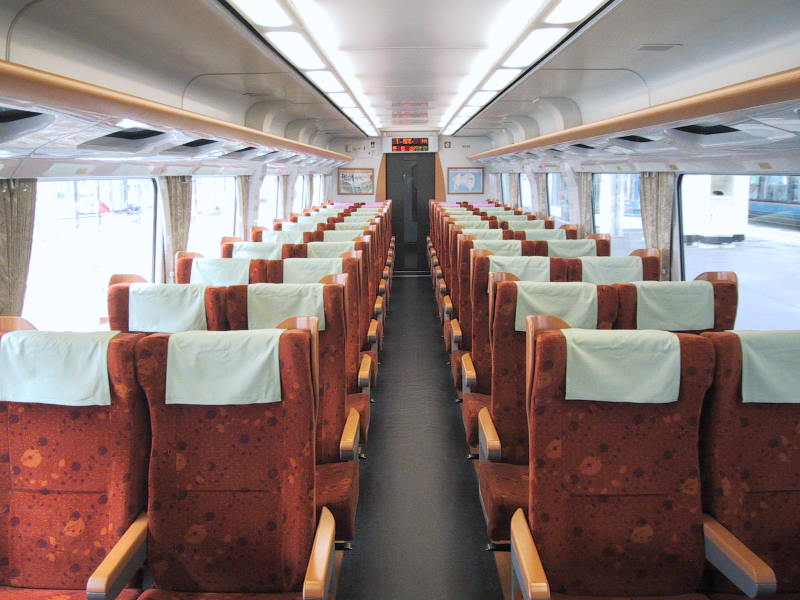
8000系リニューアル車 普通車指定席の様子
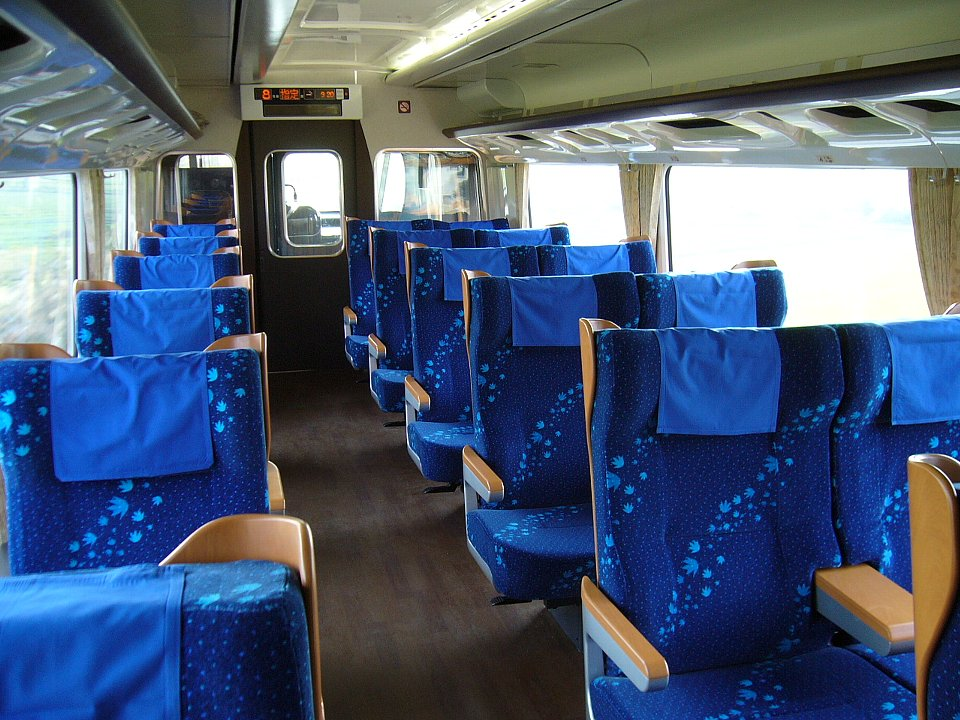
8000系リニューアル車 グリーン車の様子

### 減車対応改造
S2 - S6編成は、後に8500形のパンタグラフを撤去し、8300形を編成から外した2両単位での運行を可能にするなどの改造が実施されている。このため、S編成が充当される「いしづち」の一部列車は、2010年（平成22年）3月13日から8往復、2012年（平成24年）3月17日から2往復が順次減車され、多客期を除き2両編成で運転されていたが、2018年（平成30年）3月17日からは全列車3両編成で運転されている。
なお、試作車であるS1編成はユニット構成の関係から改造が実施できず、減車されないまま2018年（平成30年）3月31日付で廃車された。

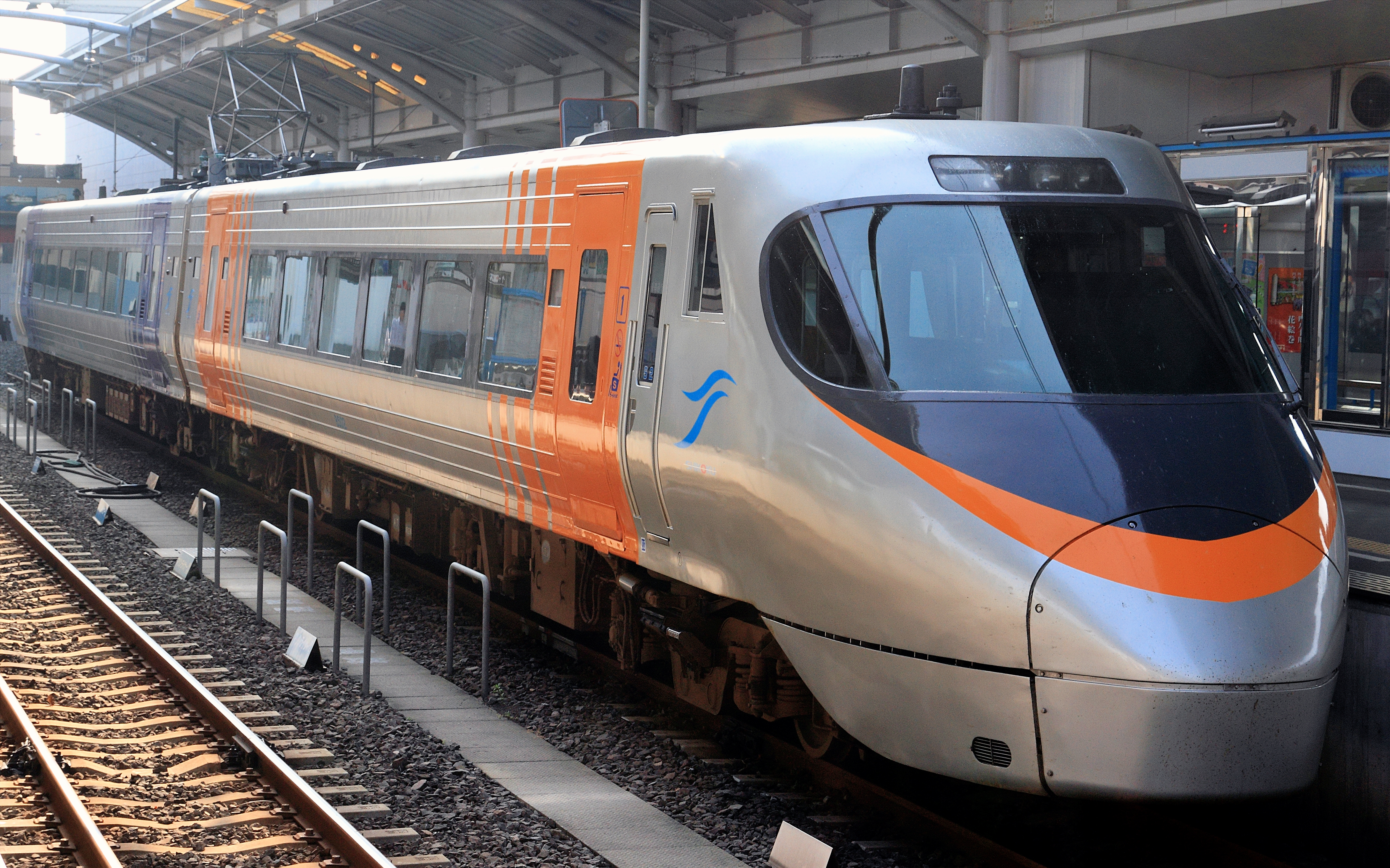
2両編成になったS2編成8502+8202「いしづち」5号 （2011年5月20日 高松駅）
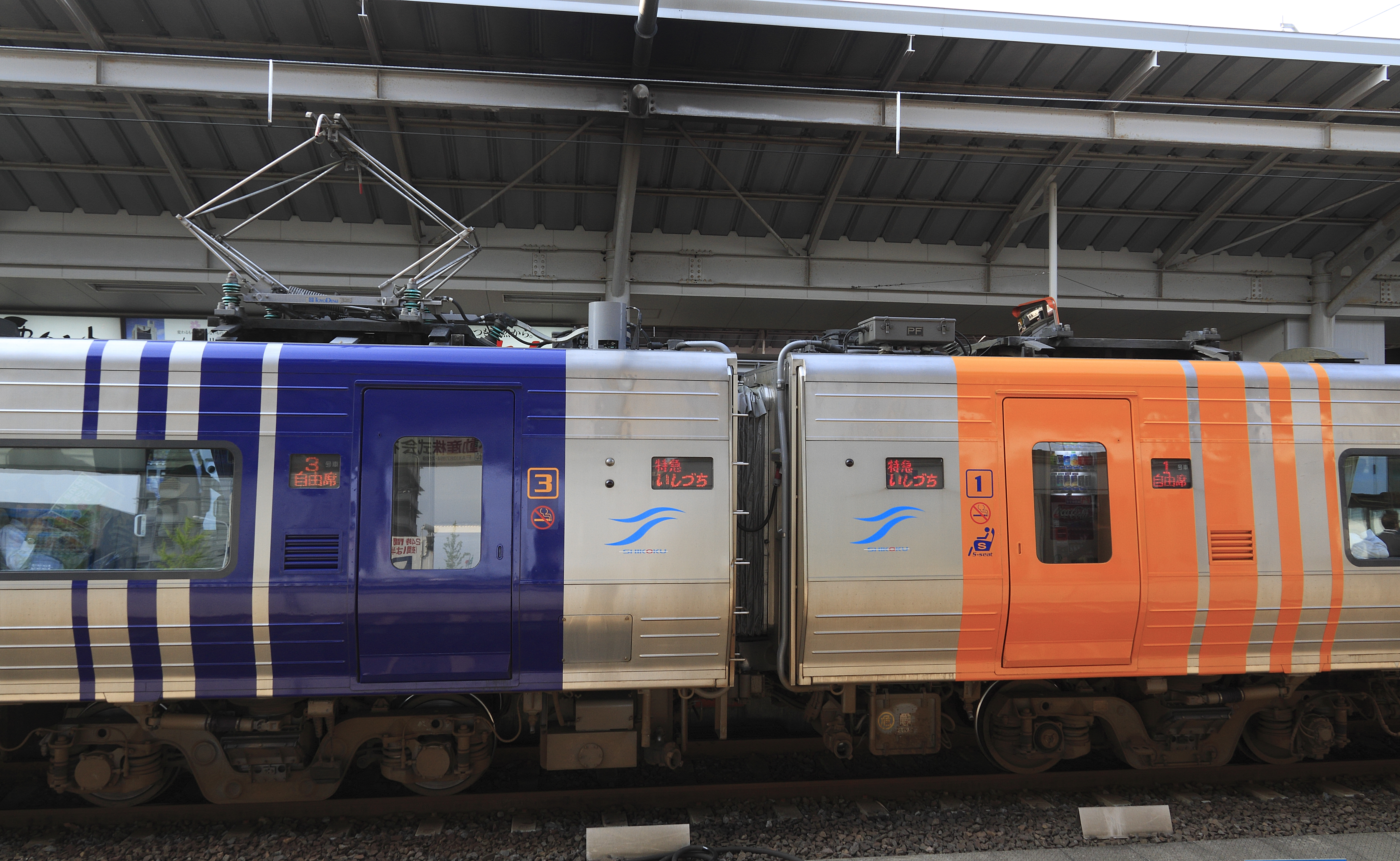
パンタグラフ、台車とパンタグラフ台座とのワイヤー、避雷器などが撤去された8502（右） （2011年5月20日 高松駅）

### リニューアル（2回目）
2023年（令和5年）度以降、老朽化した電子機器等の更新と客室設備の改良（バリアフリーへの対応、座席の更新、コンセント増設など）を主な内容とする2回目の大規模リニューアル工事が実施される予定である。この大規模リニューアルに際しては、総額22億円の費用が見込まれた。
2023年（令和5年）5月22日にはリニューアル車両の運転開始時期とリニューアル後の具体的な車内外のイメージが発表され、同年12月にS編成1本、翌2024年（令和6年）8月にL編成1本に、以後は毎年2 - 3編成に施工し、廃車となったS1編成を除く全編成のリニューアル完了は2027年（令和9年）度とされた。また、このイメージ画像についてネットメディアの記者が車両担当者に対して行った質問と回答から、グリーン席は2700系気動車のものに交換し座席部分の床を嵩上げ、普通車指定席は各座席にコンセントを設けた新型座席に交換、普通車自由席のうちL編成は現行の普通車指定席のフレームを流用しモケットとクッションの張り替えと車椅子スペースの増設が行われ、S編成は現行の自由席の座席のモケットとクッションを張り替え、全車両で床の張り替えを実施する予定であることが明らかになった。
同年11月28日にS4編成のリニューアル工事が完了し、12月5日には報道陣やネットメディアに公開され、内装は先述の回答どおりに改められたほか、和式で残っていた6号車のトイレが洋式へと変更された。外装に関しては、初回リニューアルで各車両のドアの外周りに施されていたグラデーションシールは剥がされたが、それぞれの色を車内側のドアにラッピングを施すことで引き続き車内から座席種別を識別しやすくしている。制御機器もリニューアルされ、東洋電機製のハイブリッドSICのVVVFに交換されている。同時にリニューアルの具体的な進行スケジュールも公表され、2024年（令和6年）度にL編成1本とS編成1本に、2025年（令和7年）度はL編成・S編成各1本に、2026年（令和8年）・2027年（令和9年）度はL編成2本とS編成1本に実施し、2027年（令和9年）の夏ごろをめどに全編成の工事完了予定となっている。
その後、上述のS4編成が 2023年（令和5年）12月21日に多度津工場から出場し、同月23日から営業運転を開始している。また、L2編成のリニューアル工事が2024年（2024年）8月1日に完成し、同月2日から営業運転を開始した。

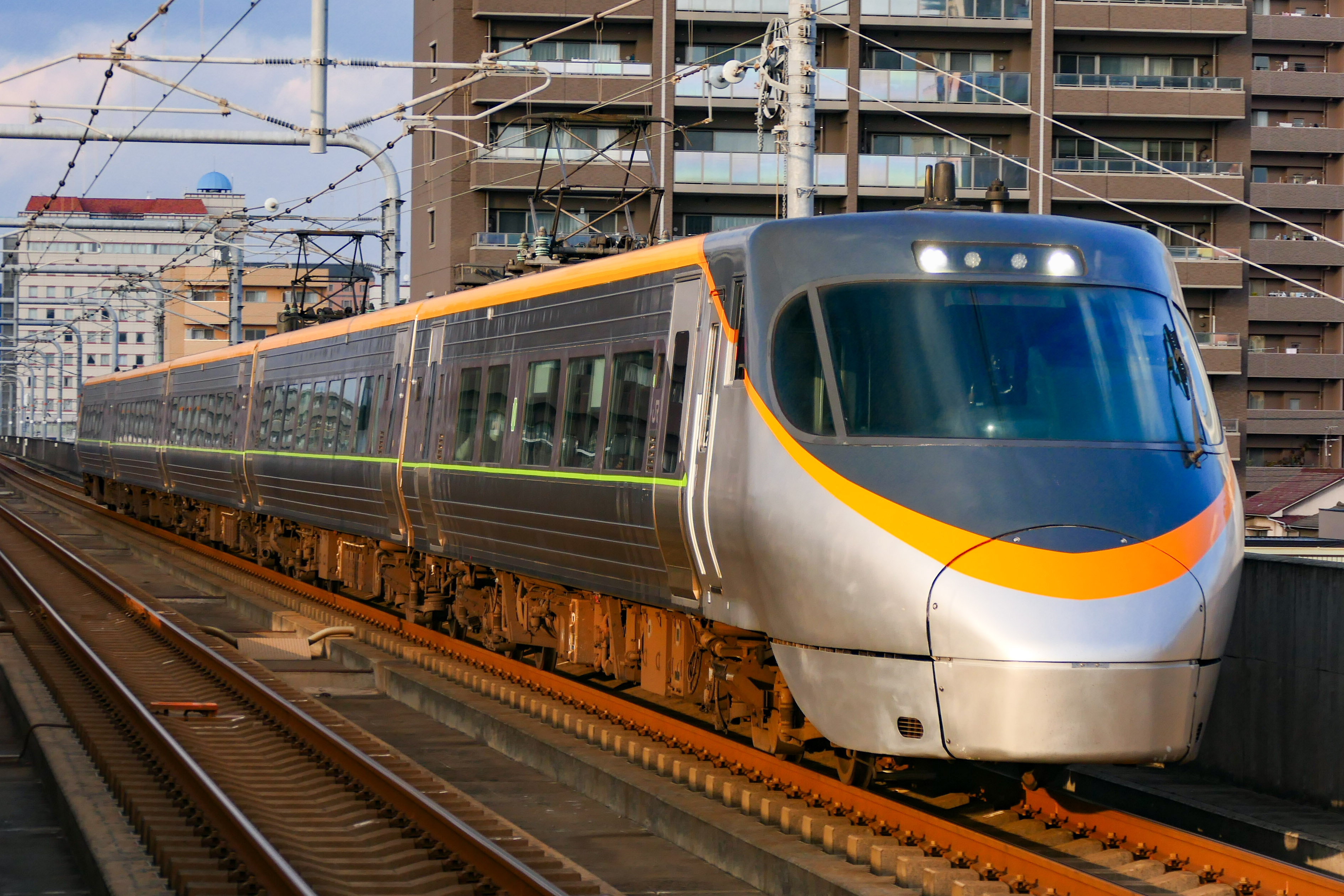
8000系リニューアル車（2回目）（2024年12月13日 大元駅）
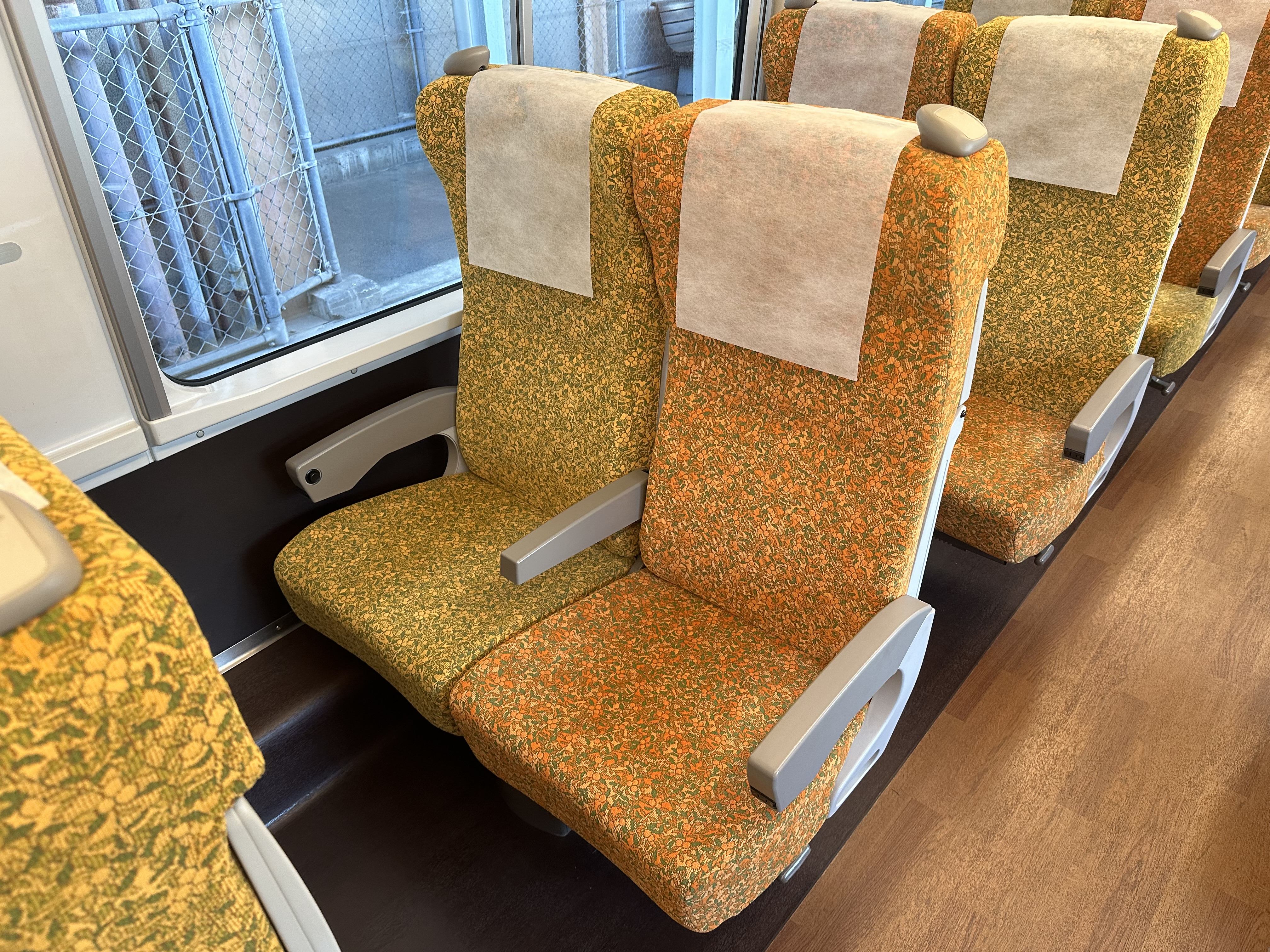
8000系リニューアル車（2回目）の座席
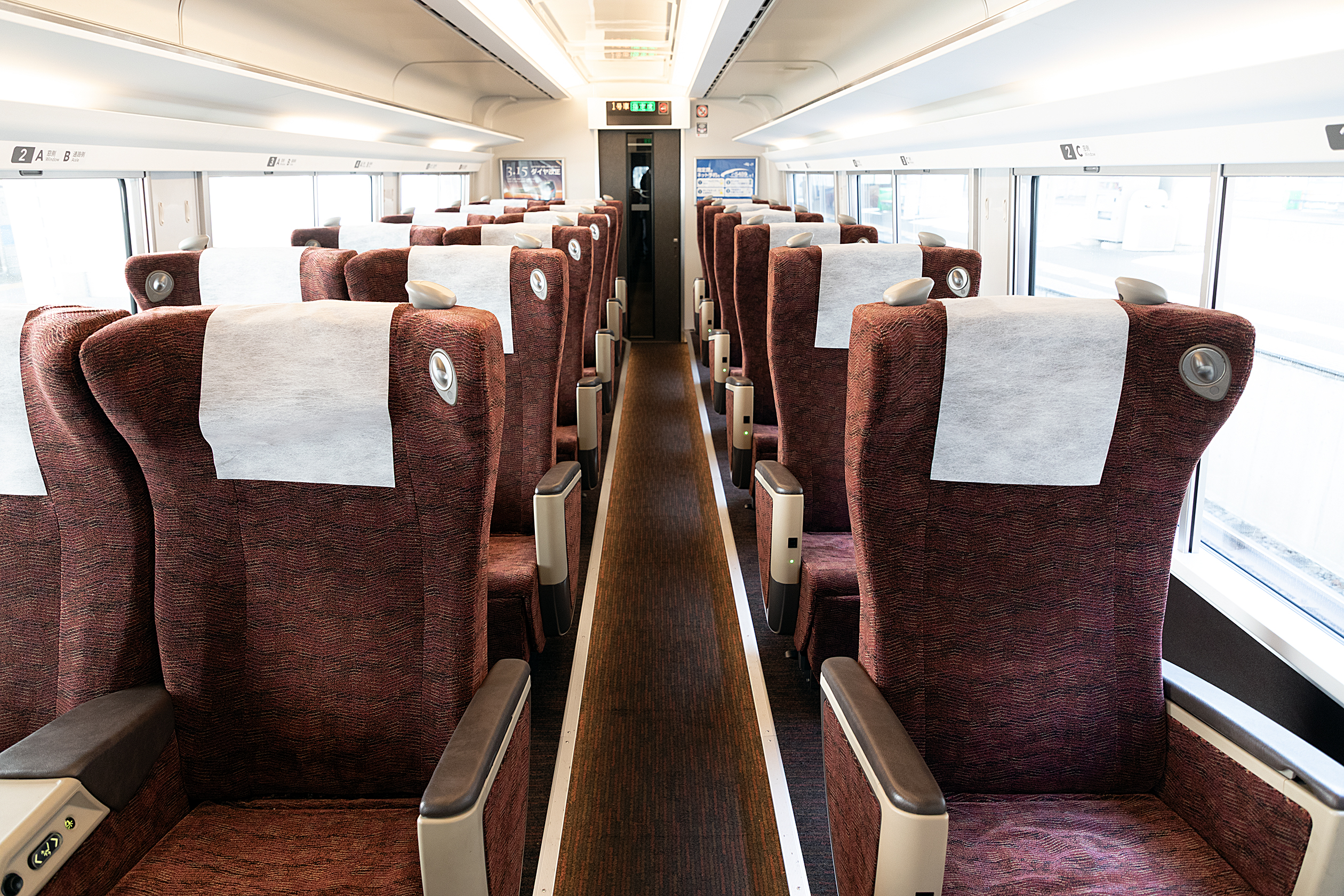
8000系リニューアル車（2回目）8002グリーン室内
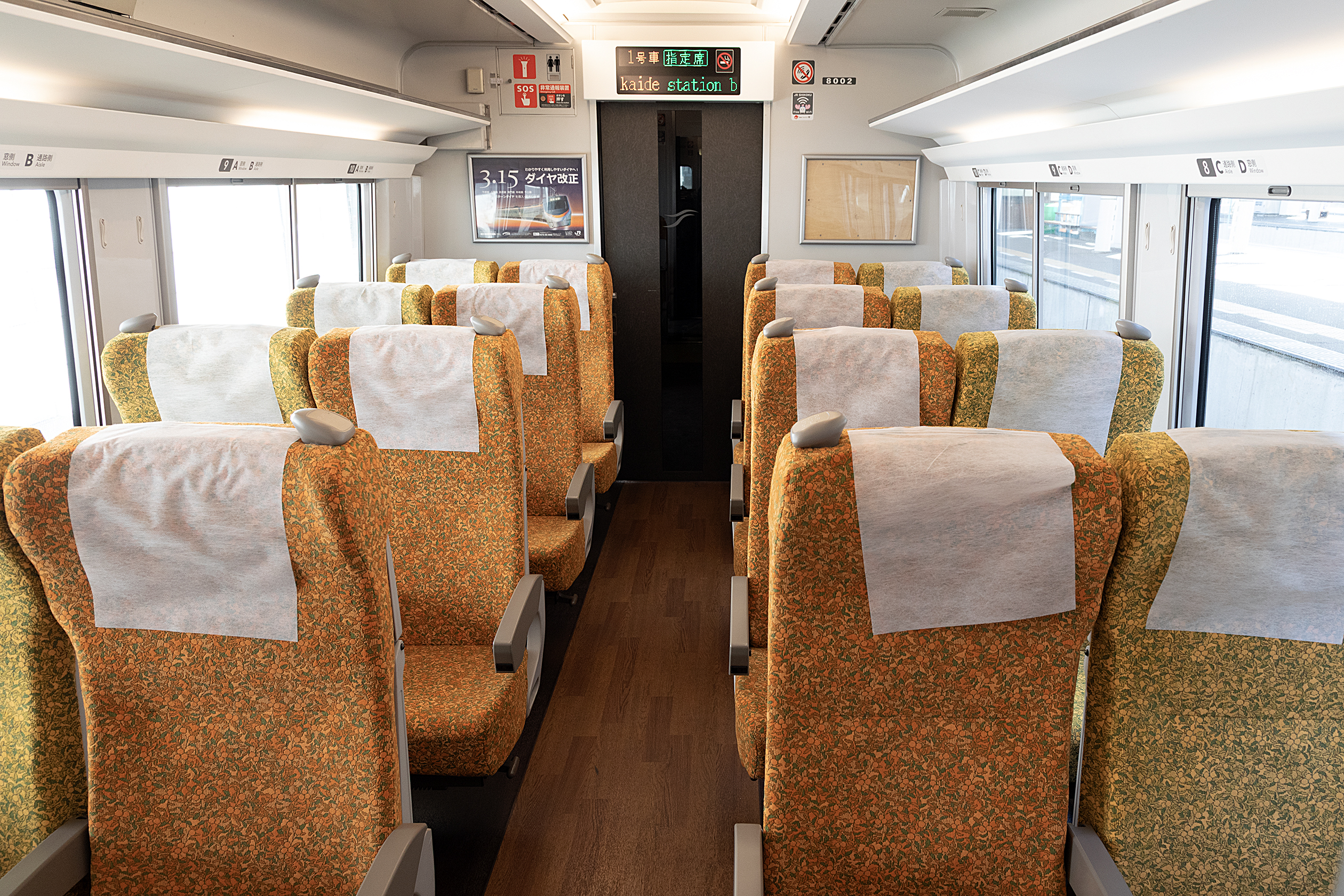
8000系リニューアル車（2回目）8002普通室内
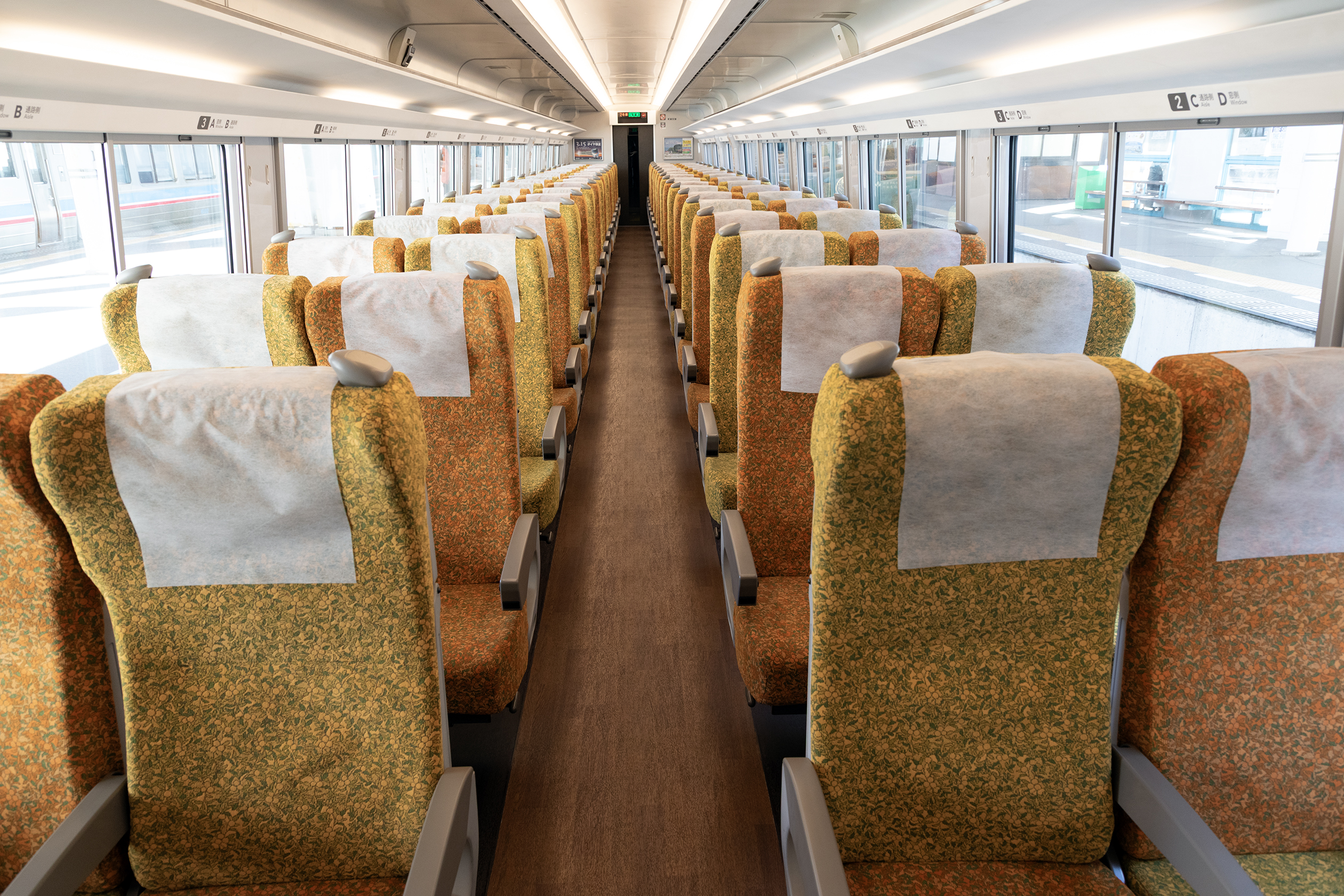
8000系リニューアル車（2回目）8102車内
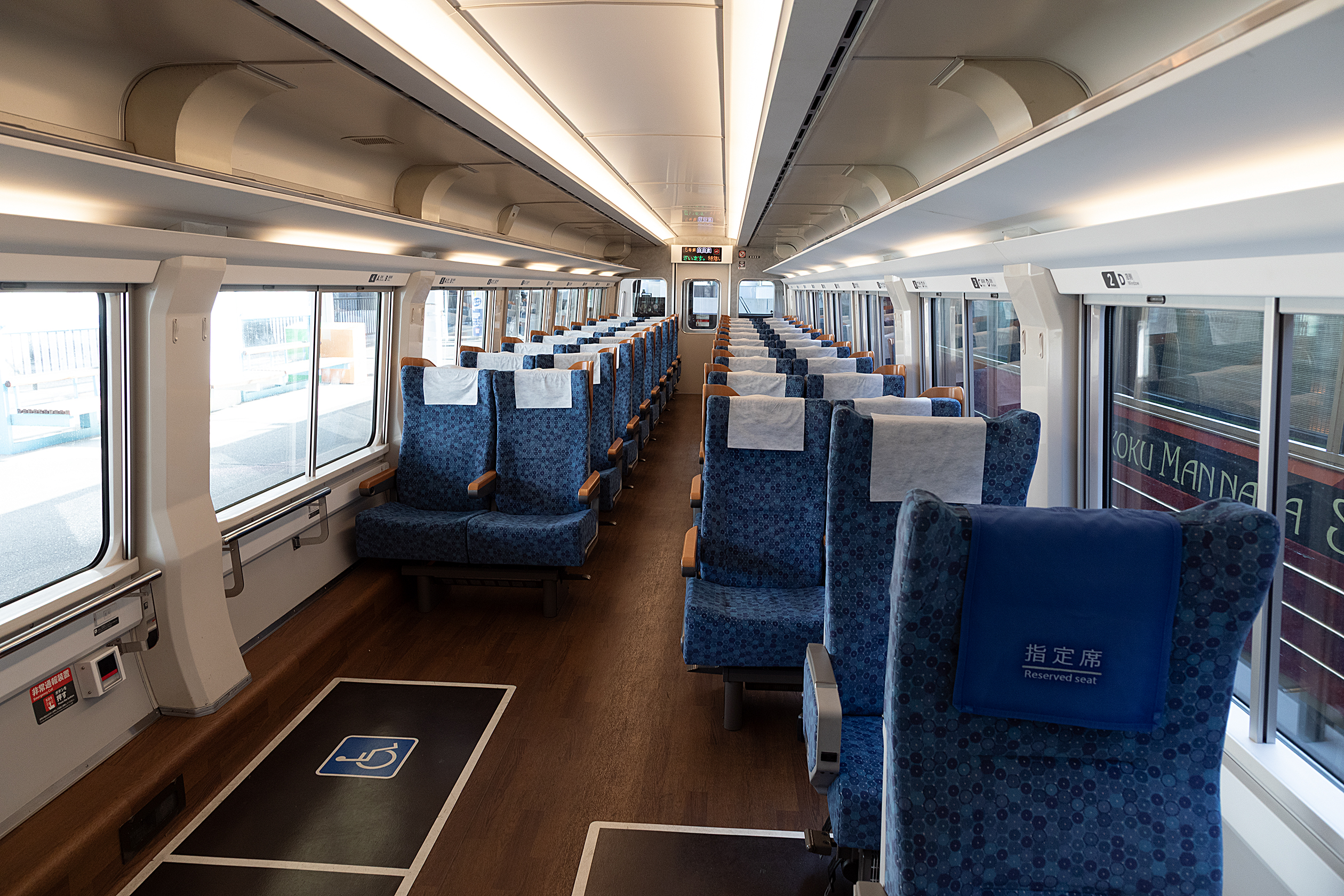
8000系リニューアル車（2回目）8402車内
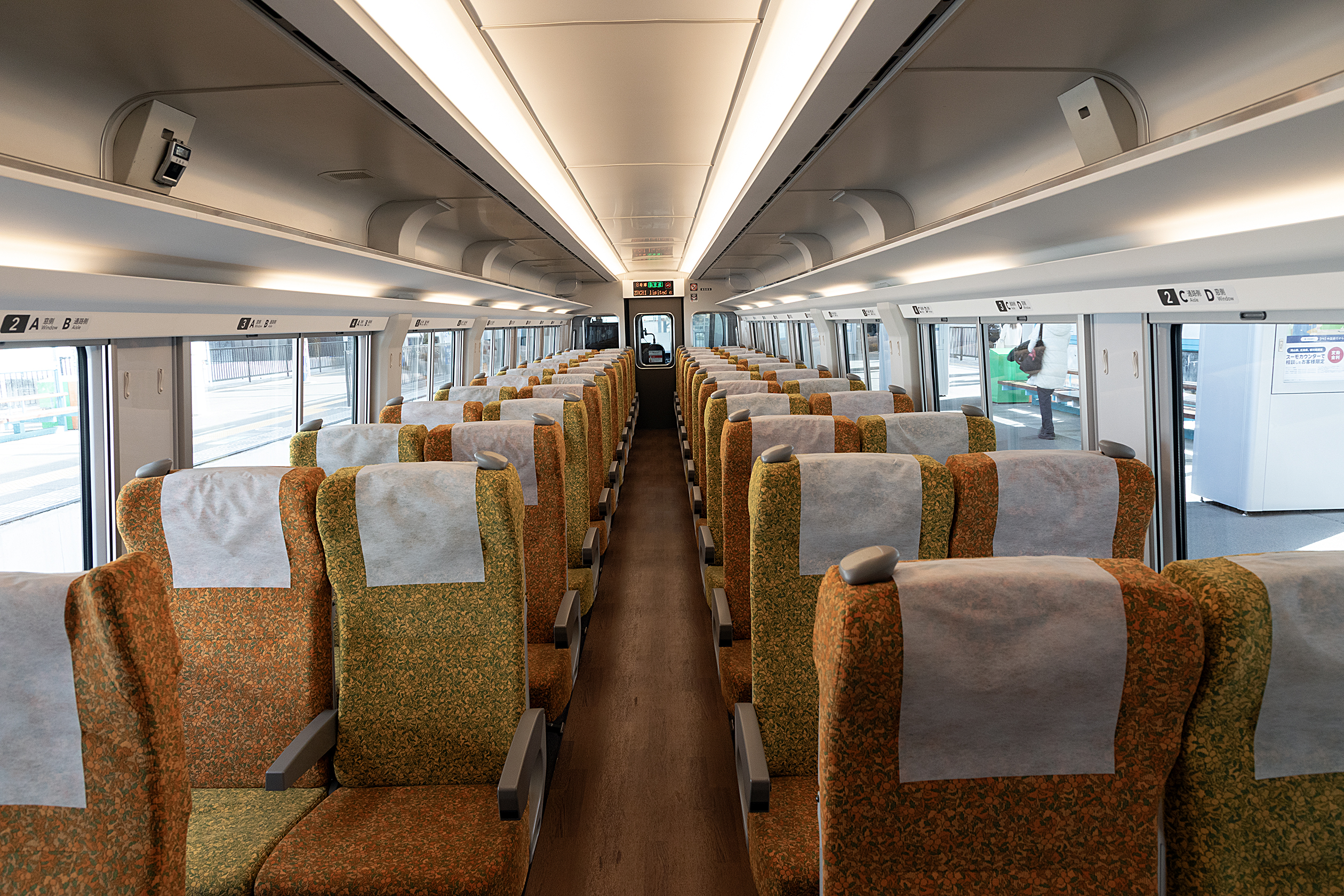
8000系リニューアル車（2回目）8505車内
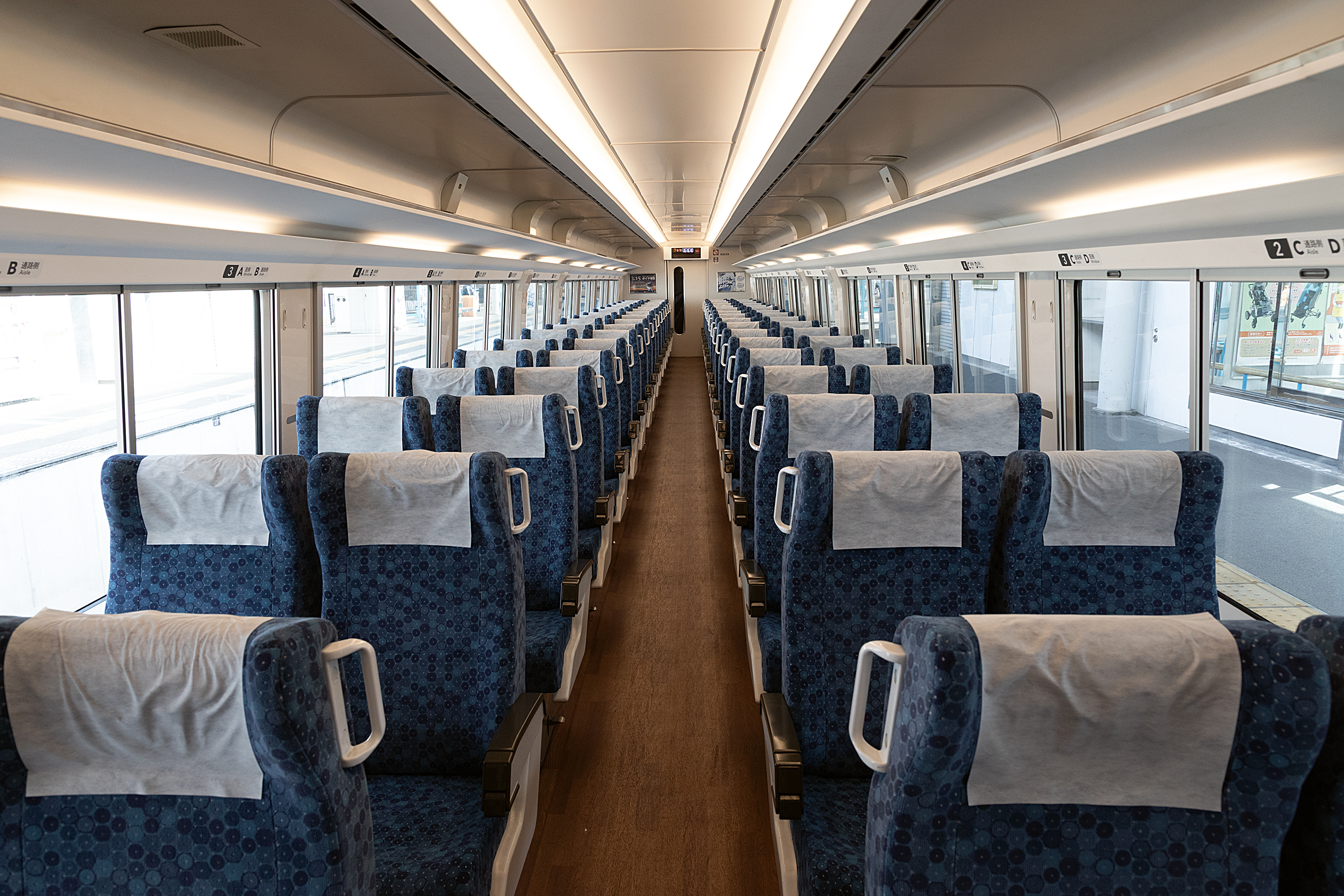
8000系リニューアル車（2回目）8308車内
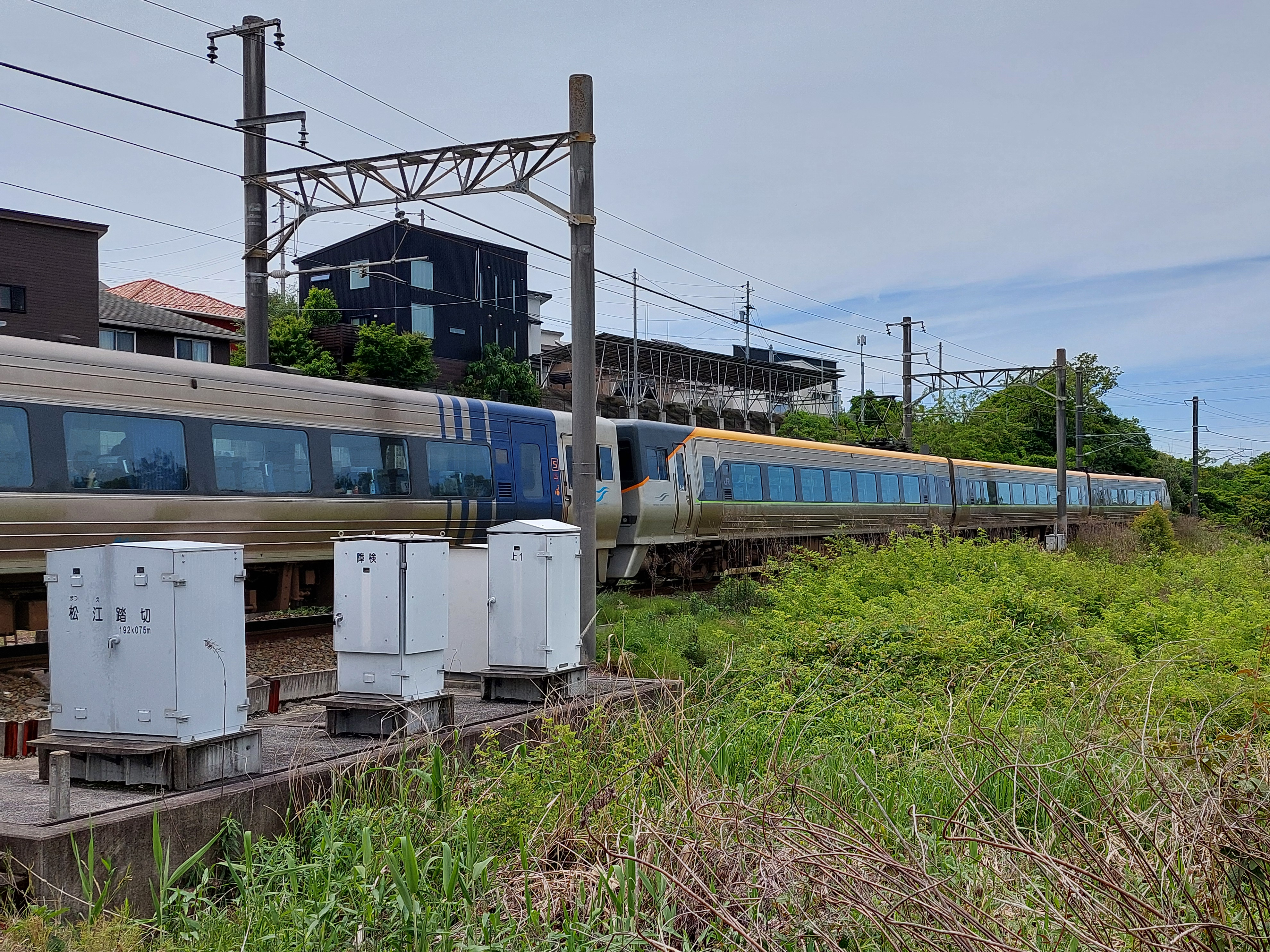
旧色と新色の連結運転

## ラッピング車両

### アンパンマン列車
「しおかぜ」運用から撤退する2000系気動車に代わり、2016年（平成28年）3月26日より1編成8両が新たに「アンパンマン」の内外装となり「アンパンマン列車」として運転を開始した。改装されたのはL3編成とS3編成で、1号車8003の普通席は「アンパンマンシート」となっている。それ以外の車両も1号車のグリーン室を除いて天井に外観と同じデザインが施されている。

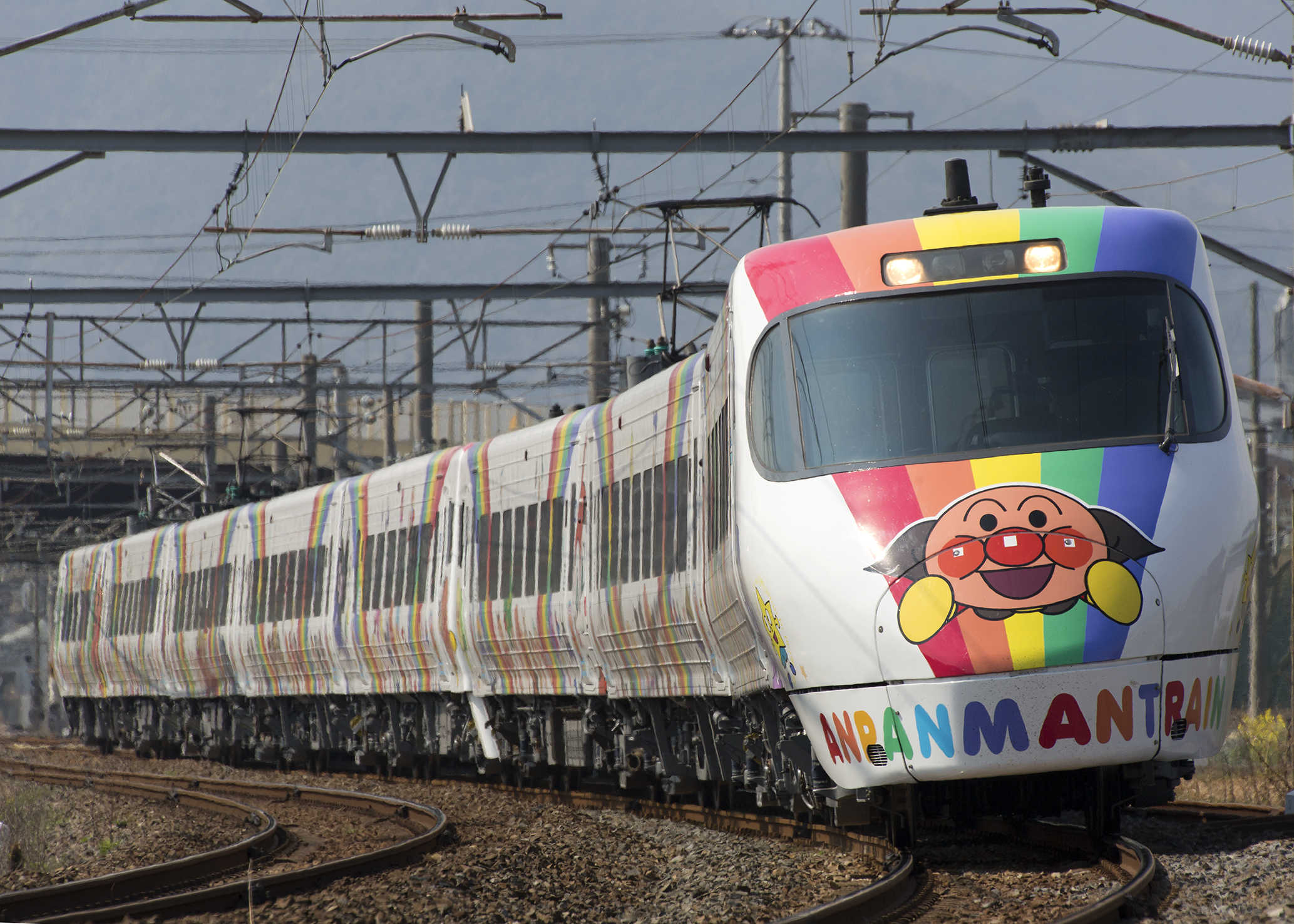
8000系「アンパンマン列車」 「しおかぜ・いしづち10号」 （2016年3月28日）

### 台鉄EMU800型仕様ラッピング
2017年（平成29年）3月より台湾鉄路管理局（台鉄）との姉妹協定1周年記念で本形式のS6編成に台湾鉄路管理局EMU800型電車の塗装を交換したラッピング列車の運行を開始。同年6月からは台鉄側もEMU800型に本形式仕様のラッピング列車を運行している。

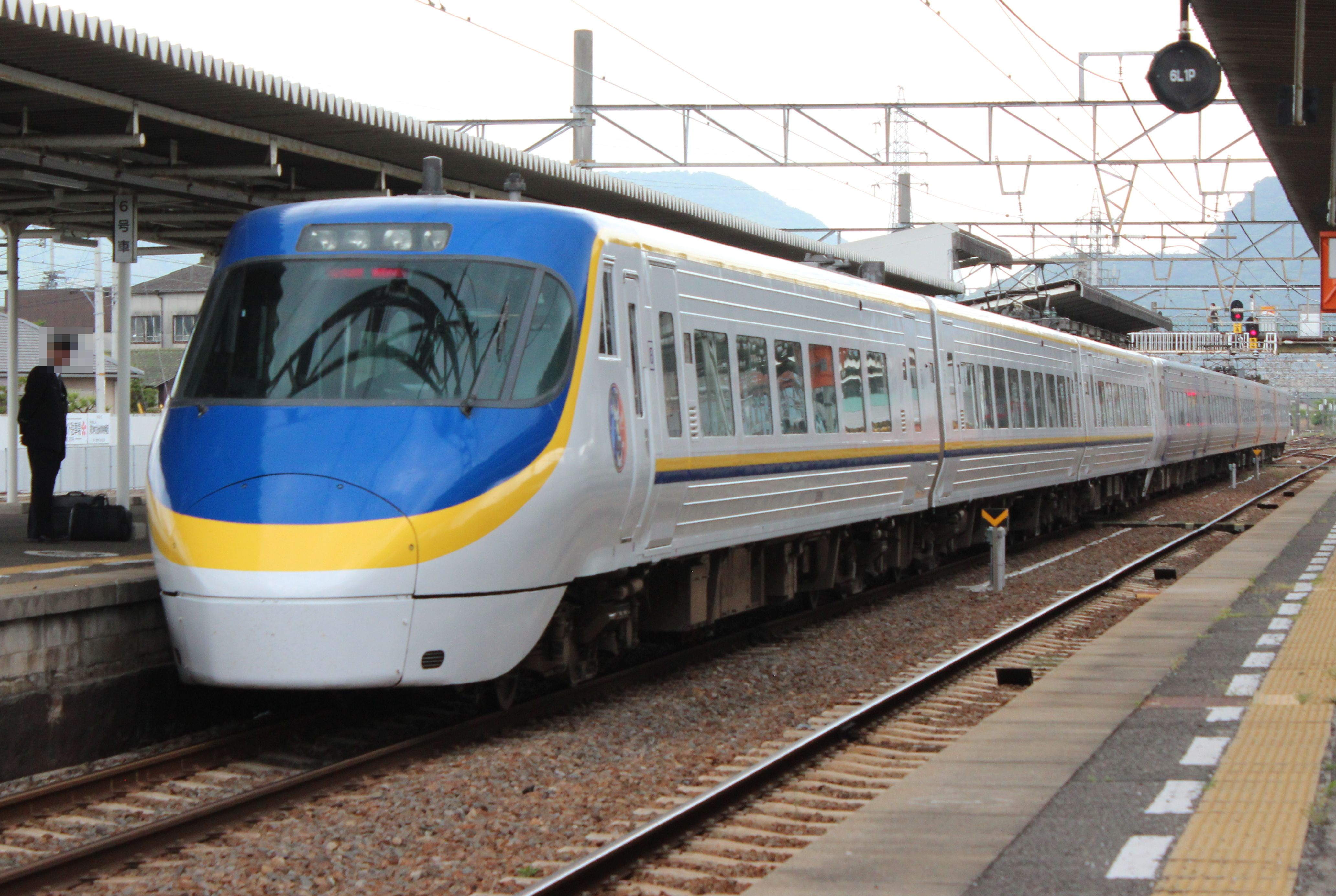
8000系電車の台鉄EMU800型区間車ラッピング仕様
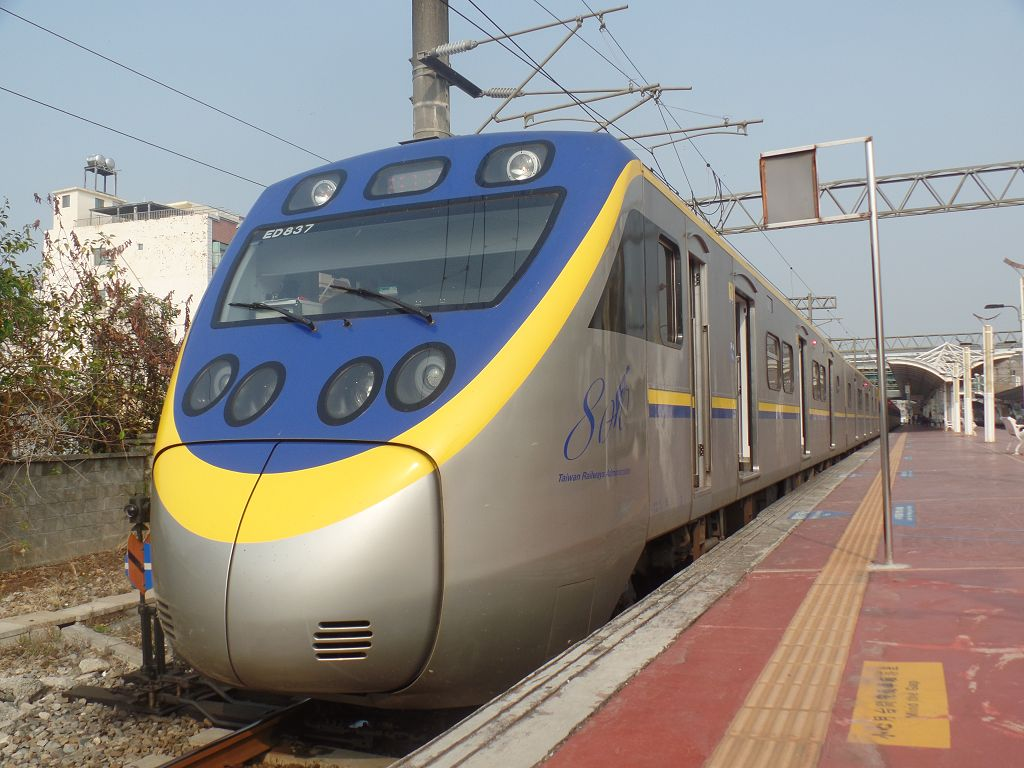
ラッピングの元になった台鉄EMU800型区間車

## 運用
落成当初は半室グリーン車が1号車のL編成が5両編成×5本と4両編成×1本、付属編成となるS編成が3両編成×5本の陣容だった。
その後、1997年（平成9年）11月29日のダイヤ改正からは、多客期を除く昼間の電車特急は全て多度津駅 - 松山駅間において「しおかぜ」と「いしづち」を連結した8両編成で運転することになり、車両編成を全部共通にして運用を組みやすくするため、4両だったL2編成に挿入するための1両（8300形）と、3両編成×1本（S6編成）の計4両が追加製造されている。
1998年（平成10年）3月14日のダイヤ改正からは、岡山方面の所要時間短縮のため、宇多津駅構内のデルタ線を利用して編成ごと向きを転換し、半室グリーン車が8号車になっていた。2014年（平成26年）3月15日のダイヤ改正で再度方向転換が行われ、半室グリーン車が1号車となっている。これは、グリーン車を2000系気動車と同じ下り側に統一することで、利便性を向上させるためである。
S1編成は2018年（平成30年）3月31日付で廃車されたため、2025年（令和7年）4月1日時点ではL編成が5両編成×6本（30両）と、S編成が3両編成×5本（15両）の計45両が松山運転所に配置されている。運用はそれぞれL編成5本・S編成4本であるため、運用中に故障やダイヤの乱れが発生し、かつ残りの予備各1編成が検査や故障などで使えない場合は、列車ごと運休もしくは「いしづち」の多度津駅 - 高松駅間で他系列の特急型車両に変更することがある。
「しおかぜ」と「いしづち」の併結列車は、終日多客が見込まれる年末年始・ゴールデンウィーク・お盆期間は松山発の始発と最後の列車以外（岡山発はそれらの折返し）、それ以外の連休などで特定の時間帯に多客が見込まれる日は4往復が分割併合なしの8両編成で岡山駅発着の「しおかぜ」になり、「いしづち」は高松駅 - 宇多津駅・多度津駅間のみの分離運転になる。この一部列車にもS編成が使用される。また1998年（平成10年）には「南風」と「しまんと」の併結列車が、多客期に「しまんと」編成を分割せずに岡山駅へ直通した時に、多度津駅 - 高松駅間に代走列車として平行ダイヤを組む「しまんと」が運転されたが、この一部列車にもS編成が使用された。
2024年（令和6年）3月3日より、「瀬戸大橋線ご利用3億人キャンペーン」の一環として、同キャンペーンのロゴを8001・8002・8004 - 8006号の側面に掲出。掲出期間は同年12月頃まで（予定）。
2025年（令和7年）3月15日現在、通常期は以下の列車で運用されている（終日多客が見込まれる期間は、通常期は8000系で運転される列車が8600系で、8600系で運転される列車が8000系で運転されるものがある）。
L編成
- 特急「しおかぜ」：S編成で運転の下り1号・上り2号と8600系で運転の下り7・11・19・23号、上り8・12・20・24号以外
  - うち、下り9・21号、上り10・22号は「アンパンマン列車」（L3編成）で運転
- 特急「いしづち」：下り1号は一般編成、下り101（日曜日・祝日以外）号・上り104（土曜日・祝日の前日以外）号は「アンパンマン列車」（L3編成）で運転
- 特急「モーニングEXP高松」（上り1本）

S編成
- 特急「しおかぜ」：下り1号・上り2号
- 特急「いしづち」：L編成で運転の下り1・101（日曜日・祝日以外）号、上り104（土曜日・祝日の前日以外）号と8600系で運転の下り7・11・19・23・103号、上り8・12・20・24・102・106号以外
  - うち、下り9・21・101（日曜日・祝日）号、上り10・22・104（土曜日・祝日の前日）号は「アンパンマン列車」（S3編成）で運転

### 臨時列車
- 1993年（平成5年）11月に愛媛県伊予市で開催された全国豊かな海づくり大会式典に出席した天皇・皇后のお召し列車として、L5編成が伊予市駅 - 新居浜駅間で運転された。
- 1994年（平成6年）に金毘羅・善通寺初詣の団体専用列車として、松山駅 - 多度津駅 - 琴平駅間で運転された。

## 編成表
2025年（令和7年）4月1日現在
| ← 岡山・高松松山 → | ← 岡山・高松松山 → | ← 岡山・高松松山 → | ← 岡山・高松松山 → | ← 岡山・高松松山 →     | ← 岡山・高松松山 →     | ← 岡山・高松松山 →     | ← 岡山・高松松山 →     | ← 岡山・高松松山 → |
| ------------------ | ------------------ | ------------------ | ------------------ | ---------------------- | ---------------------- | ---------------------- | ---------------------- | ------------------ |
| 編成番号           | 8400 （Tc2）       | 8300 （T）         | 8150 （M1）        | 8100 （M2）            | 8000 （Thsc）          | リニューアル （1回目） | リニューアル （2回目） | 備考               |
| L1                 | 8401               | 8301               | 8151               | 8107                   | 8001                   | 2006/02/25             |                        |                    |
| L2                 | 8402               | 8310               | 8152               | 8102                   | 8002                   | 2006/10/07             | 2024/08/01             |                    |
| L3                 | 8403               | 8303               | 8153               | 8103                   | 8003                   | 2005/02/27             |                        | アンパンマン列車   |
| L4                 | 8404               | 8307               | 8154               | 8104                   | 8004                   | 2004/12/16             |                        |                    |
| L5                 | 8405               | 8309               | 8155               | 8105                   | 8005                   | 2005/06/30             |                        |                    |
| L6                 | 8406               | 8305               | 8156               | 8106                   | 8006                   | 2005/11/29             |                        |                    |
| 編成番号           | 8500 （Tc1）       | 8100 （M）         | 8200 （Mc）        |                        |                        | リニューアル （1回目） | 廃車                   | 備考               |
| S1                 | 8501               | 8101               | 8201               | 2006/02/25             | 2018/03/31             |                        |                        |                    |
| 編成番号           | 8500 （Tc1）       | 8300 （T）         | 8200 （Mc）        | リニューアル （1回目） | リニューアル （2回目） | 備考                   |                        |                    |
| S2                 | 8502               | 8302               | 8202               | 2006/07/06             |                        |                        |                        |                    |
| S3                 | 8503               | 8304               | 8203               | 2005/09/28             |                        | アンパンマン列車       |                        |                    |
| S4                 | 8504               | 8306               | 8204               | 2006/03/31             | 2023/11/28             |                        |                        |                    |
| S5                 | 8505               | 8308               | 8205               | 2005/07/31             | 2024/11/15             |                        |                        |                    |
| S6                 | 8506               | 8311               | 8206               | 2004/10/08             |                        |                        |                        |                    |

## 同型車
オーストラリア・クイーンズランド州で運行する長距離列車であるティルトトレイン（Tilt Train）のうち、電化区間で使用されている電車は8000系を基に設計が行われている。

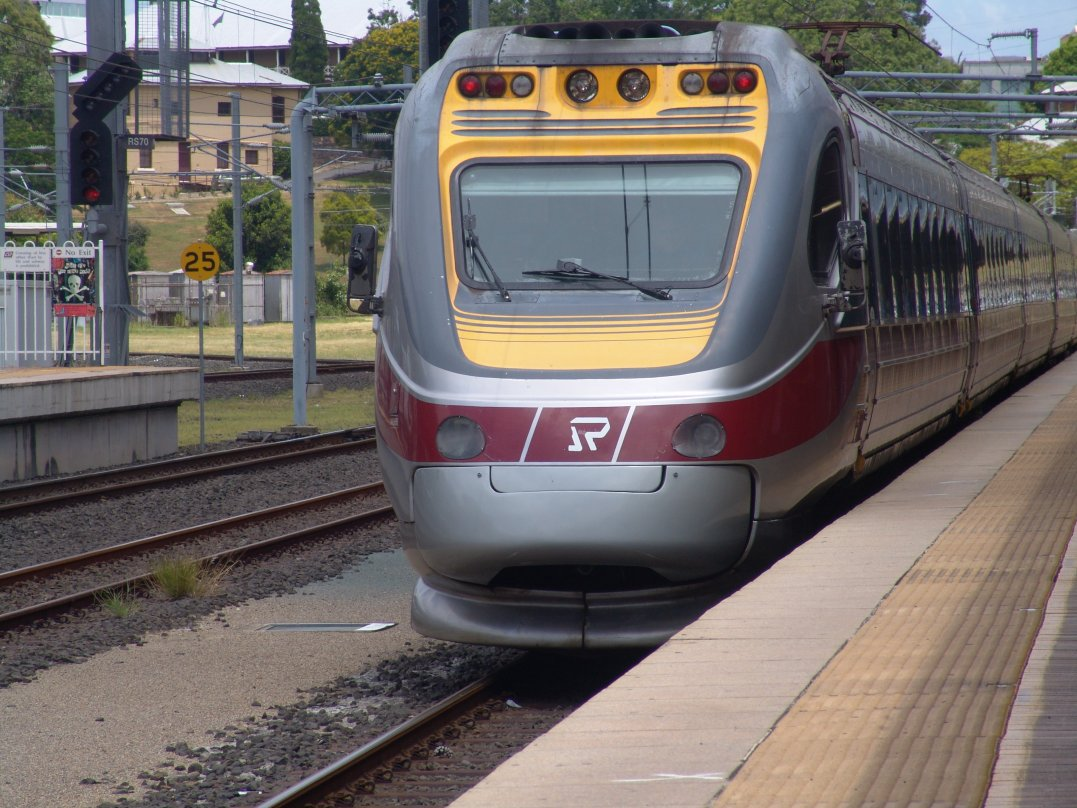
8000系を基に製造された電車タイプのティルトトレイン（登場時）
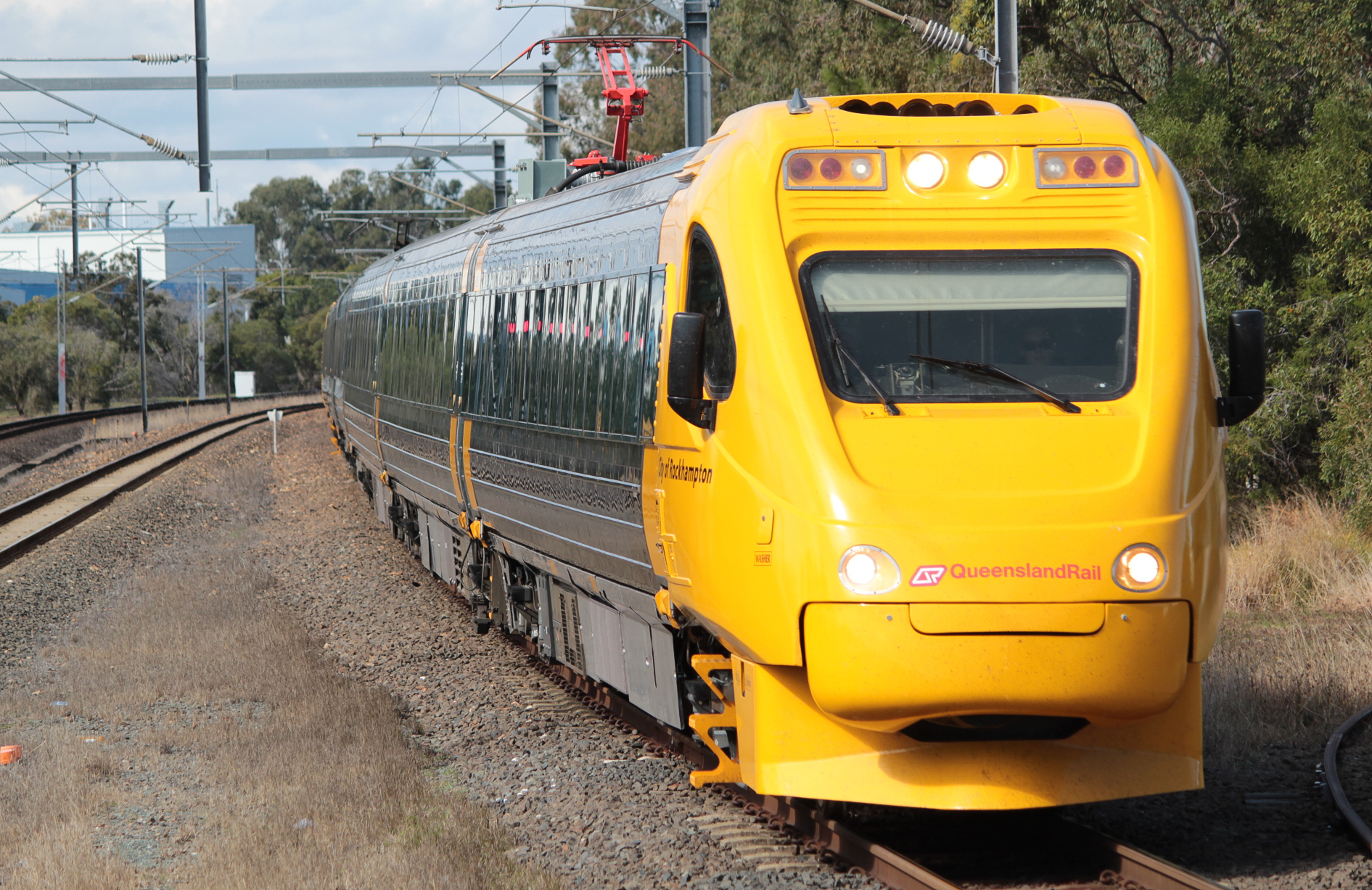
電車タイプのティルトトレイン（現塗装）